# Simon Reynolds
Simon Reynolds (nascido em Londres, 1963) é jornalista e um influente crítico de música, amplamente reconhecido por seus textos sobre música eletrônica e por ter cunhado o termo post-rock.
Reynolds tem escrito sobre uma vasta gama de artistas e gêneros musicais, além de ser autor de livros sobre o pós-punk e rock. Ele tem contribuído para a Melody Maker, The New York Times, Village Voice, Spin, The Guardian, Rolling Stone, The Observer, Artforum, New Statesman, The Wire, Mojo, Uncut, entre outros. 
O jornalista também é autor da teoria do Hardcore continuum, que relata o desenvolvimento da dance music e música eletrônica no Reino Unido nos últimos 20 anos. Ele cresceu em Hertfordshire e se formou em História pela Brasenose College (Universidade de Oxford), em 1984. No mesmo ano, Simon Reynolds co-fundou o jornal musical Monitor de Oxford com seus amigos e futuros colegas da Melody Maker Paul Oldfield e David Stubbs, juntamente com Hilary Little e Chris Scott.
No inicio dos anos 2000, junto ao colega e crítico cultural Mark Fisher, ajudou a popularizar o conceito de hauntology, de Jacques Derrida, descrevendo uma linha de música e arte popular preocupada com a temporalidade desarticulada e "futuros perdidos" da cultura contemporânea - em seu caso especial, aplicou o conceito principalmente à música.
Ele atualmente reside no East Village, Nova York, com sua esposa, Joy Press, e seus filhos, Kieran e Tasmine.

## Teoria crítica
Reynolds tornou-se conhecido pela sua incorporação da teoria crítica em sua análise da música. Ele tem escrito muito sobre gênero, classe social, raça e sexualidade, e sua influência na música. em seu livro The Sex Revolts discute o sexo na música rock. Em seu estudo sobre a relação entre classe e música, Reynolds cunhou o termo liminal class (classe liminar), definida entre a alta classe trabalhadora e baixa classe média. Este seria o grupo responsável pela música com "muita energia", como punk, post-punk e correlatos.

A analise psicológica dos artistas também é uma marca de seu trabalho:

"O Pearl Jam é para o Nirvana o que o Clash era para os Sex Pistols. Como no caso do Clash, a visão de rock do Pearl Jam é humanista, calorosa, inclusiva e, por isso, profundamente tradicional."
Simon Reynolds.

"E apesar de "afeto" ser possivelmente uma palavra estranha para se usar em referência a um grupo de niilistas, eu sinto afeto pelo povo "No Wave". As músicas de James Chance são realmente muito boas, e há grandes momentos em toda a discografia de Lydia Lunch. As canções do Suicide são bonitas."
Simon Reynolds

Reynolds também escreveu extensivamente sobre a cultura das drogas e sua relação com a música. Em seu livro, a "Geração Ecstasy", Reynolds analisou os efeitos das drogas sobre os altos e baixos da cena rave. A prova de seu interesse no tema podem ser encontrados em Geração Ecstasy, e em sua resenha sobre o filme Trainspotting, entre outras coisas.
Reynolds foi influenciado por filósofos, bem como teóricos da música, incluindo:
- Gilles Deleuze
- Félix Guattari
- Brian Eno
- Joe Carducci
- E, os situacionistas.

Algumas vezes, utilizou os conceitos marxistas de fetichismo da mercadoria e falsa consciência para descrever as atitudes predominantes na cultura da música hip hop.

## Livros no Brasil
- Beijar o céu. Trad. Camilo Rocha. São Paulo: Editora Conrad (2006). ISBN: 8576162121

## Livros publicados
- Blissed Out: The Raptures of Rock. London: Serpent's Tail (Aug. 1990). ISBN 1852421991.
- The Sex Revolts: Gender, Rebellion and Rock 'N' Roll (com Joy Press). London: Serpent's Tail (Jan. 1995). ISBN 1852422548
- Energy Flash: A Journey Through Rave Music and Dance Culture. United Kingdom: Palgrave Macmillan (2008). ISBN 978-0330454209
  - Hardcover ed. (abridged). Generation Ecstasy: Into the World of Techno and Rave Culture. Boston: Little, Brown (1998). ISBN 0316741116.
  - Softcover ed.: London: Routledge (1999). ISBN 0415923735.
- Rip It Up and Start Again: Post Punk 1978-1984. London: Faber & Faber (Apr. 2005). ISBN 0571215696
  - U.S. ed.: Penguin (Feb 2006). ISBN 0143036726. Full text.
- Bring The Noise: 20 Years of writing about Hip Rock and Hip-Hop. London: Faber & Faber (May 2007). ISBN 978-0571232079.
- Totally Wired: Post-Punk Interviews and Overviews. London: Faber & Faber (Feb 2009). ISBN 978-0571235490.
  - U.S. ed.: Soft Skull Press (Sep 2010). ISBN 1593762860.
- Retromania: Pop Culture's Addiction to Its Own Past. London: Faber & Faber (Jun. 2011). ISBN 978-0571232086
- Shock and Awe: Glam Rock and Its Legacy, from the Seventies to the Twenty-First Century. London: Faber & Faber (Oct. 2016). ISBN 978-0571301713.
- k-punk: The Collected and Unpublished Writings of Mark Fisher. Edited, with a foreword, by Darren Ambrose. Repeater Books (Nov. 2018). ISBN 978-1912248285.
- Futuromania: Electronic Dreams from Moroder to Migos. Minimum fax (Nov. 2020). ISBN 978-8833890920.

## Contribuições em livros
- "Ecstasy is a Science: Techno-romanticism." In: Stars Don't Stand Still in the Sky: Music and Myth. Edited by Karen Kelly and Evelyn McDonnell. New York University Press in collaboration with Dia Center for the Arts (1999). ISBN 0814747264.